# Villa Mairea
La Villa Mairea es una casa de veraneo construida en 1938 en Noormarkku, Finlandia por los arquitectos Alvar Aalto y Aino Aalto, donde expresan todos sus principios de compromiso con la cultura, el respeto y el amor por la naturaleza de su país. Históricamente muchos libros atribuyeron la obra solo a Alvar Aalto, pero los trabajos producidos en la oficina estaban firmados como "Aino y Alvar Aalto".

## Historia
La villa Mairea fue diseñada para el matrimonio finlandés Gullichsen, compuesto por la pintora Maire Ahlström y empresario maderero Harry Gullichsen a mediados de la década 30. Ellos conocieron a los Aalto en 1935 cuando el matrimonio decide fundar una galería de arte de vanguardias que con el correr de tiempo se transformó en ARTEK, firma conocida mundialmente por producir los muebles y los vasos diseñados por los Aalto y de la cual Aino Aalto fue directora creativa y directora general. En 1936 ella había diseñado los interiores de la casa de los Gullichsen en Helsinki. Es así como en 1936 encargan a los Aalto diseñar una residencia que funcionara como galería, que albergase todas las obras de Maire y que a su vez actuara como residencia vacacional del matrimonio.

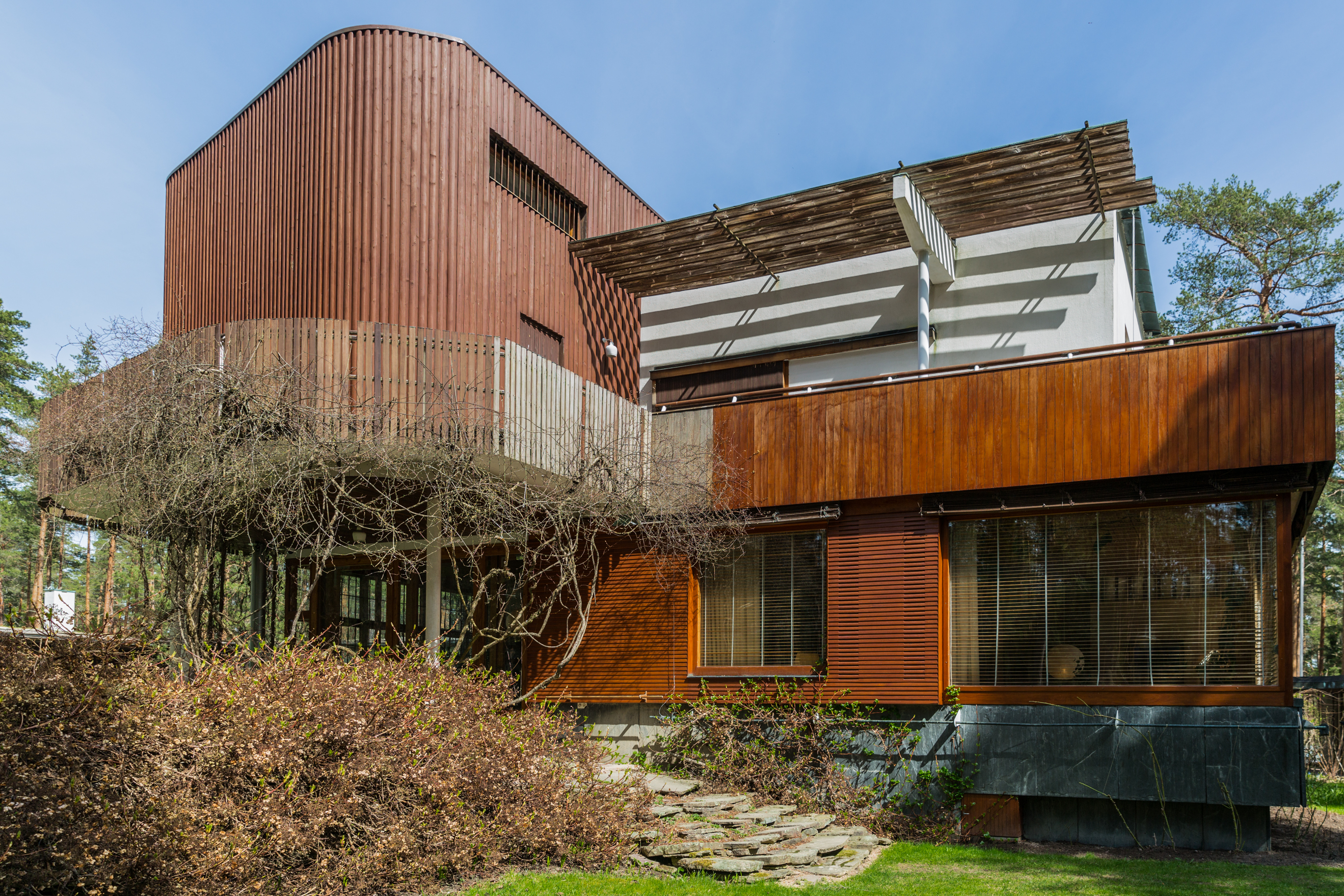
Balcones y terrazas de la villa.

El matrimonio dio a los arquitectos la completa libertad de plantear una casa diseñada hasta el más mínimo detalle, por lo que garantizaron un presupuesto sin límites. A finales de 1937 se presentó la primera propuesta de la casa, la cual no resultó ser del agrado de los propietarios debido a que se basaba en la fuerte relación de la arquitectura con lo propio del lugar, trayendo como resultado una imagen muy similar a las granjas nativas de Finlandia, que reflejaba la atracción de la época por el espíritu nacionalista. Los Gullichsen pidieron revisar la propuesta para que su diseño fuese más actual y comprometido con el siglo XX y la arquitectura moderna pero sin perder la conexión de la arquitectura con la identidad del país.
Con este encargo, los Aalto presentan a inicios de 1938 la segunda propuesta de la villa, la cual se caracteriza por la aparición de una serie de componentes modernos y por otra un planeamiento tradicional en la forma de situarse en el terreno y definir el espacio libre. Esta versión resulta llamativa para los clientes, más aún la aparición de terrazas voladizas, que potenciaban el carácter horizontal de la casa. En los siguientes meses se ajustan ciertos detalles de la segunda propuesta, llegando a una propuesta final en abril de 1938 conocida como Proto-Mairea, en donde la separación entre la casa y la galería de arte quedó atrás y evolucionó a una idea espacial donde la pintura y la vida cotidiana se entrelazaban naturalmente. Lisbeth Sachs, que trabajaba en el estudio de los Aalto como dibujante recuerda que Aino Aalto convenció a los clientes con la siguiente pregunta: "¿Qué harán cuando los niños crezcan y quieran organizar exhibiciones de arte en la casa? Si hacemos un solo gran espacio, no necesitan pensar en una galería de arte especial. Pueden vivir con sus pinturas".
Los Aalto en la memoria publicada de la obra expresan que: "es posible usar un caso de diseño individual a modo de laboratorio de pruebas, donde cosas que sería imposible producir masivamente hoy pueden ser prueba que gradualmente y con el avance tecnológico se hagan disponibles".

## Localización y emplazamiento

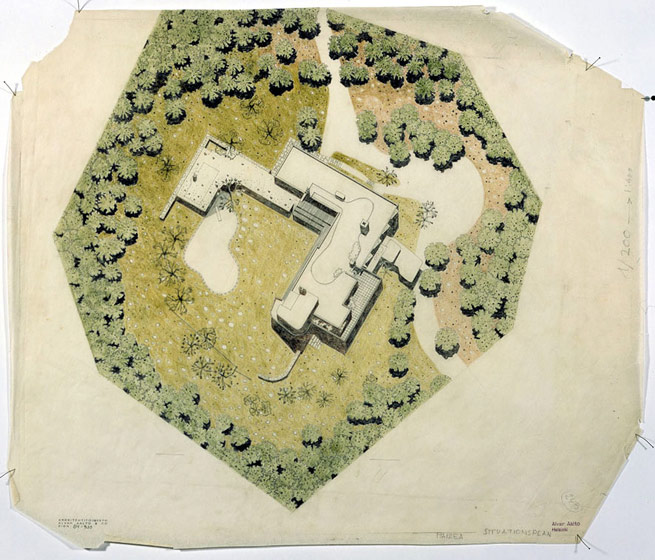
Emplazamiento de la Villa

La Villa Mairea se encuentra ubicada al oeste de Finlandia, en Noormarkku, un pueblo de aproximadamente 6000 habitantes. Está emplazada en una colina rodeada por un bosque de pinos y una gran cantidad de vegetación, en un terreno donde ya hay dos mansiones de la familia Ahlström. El edificio busca crear una integración con el paisaje. Como respuesta al clima casi glacial de Noormarkku en donde el frío predomina gran parte del año la casa fue dispuesta y diseñada en forma de L. De esta manera se protege de los fuertes vientos del Norte uno de los espacios más importantes de la casa: el patio y su vegetación.

## Estrategia
La idea principal es la creación de un espacio en donde el arte y la vida cotidiana se mezclaran de manera natural. De allí surge la idea de proponer un jardín “cerrado” por la forma en L de la planta (cerrando los lados sur y este). El patio interior repartía los demás espacios. El patio se encuentra cerrado al norte por medio de vegetación y se abre hacia el oeste. Además la piscina al noroeste crea un clima completamente agradable. 

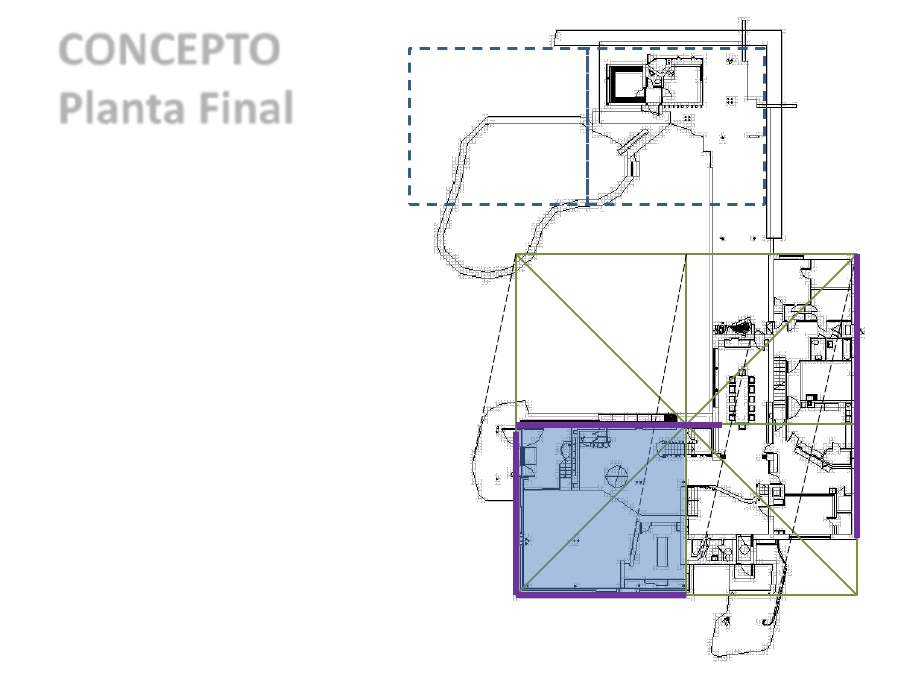
Esquema de Forma de espacios

El plan de la casa fue regulado por cuadrados, sin embargo, los arquitectos intentaron evitar un “ritmo artificial”, al igual que una lectura geométrica fácil en cuanto a la organización de la estructura. La distribución de los espacios internos se basa en unas líneas imaginarias. A pesar de que la casa está compuesta por cuadrados, los arquitectos se esfuerzan para que la casa no deje ver ninguna lectura geométrica en su composición. 
Se supone que la innovación más radical, se encuentra en el interior del edificio que los Aalto visualizan y explican como “la abstracción del bosque finlandés”. Las columnas de acero negro envueltas en rattan buscan recordar la corteza pelada y en el centro dorado de los pinos.

## Espacios

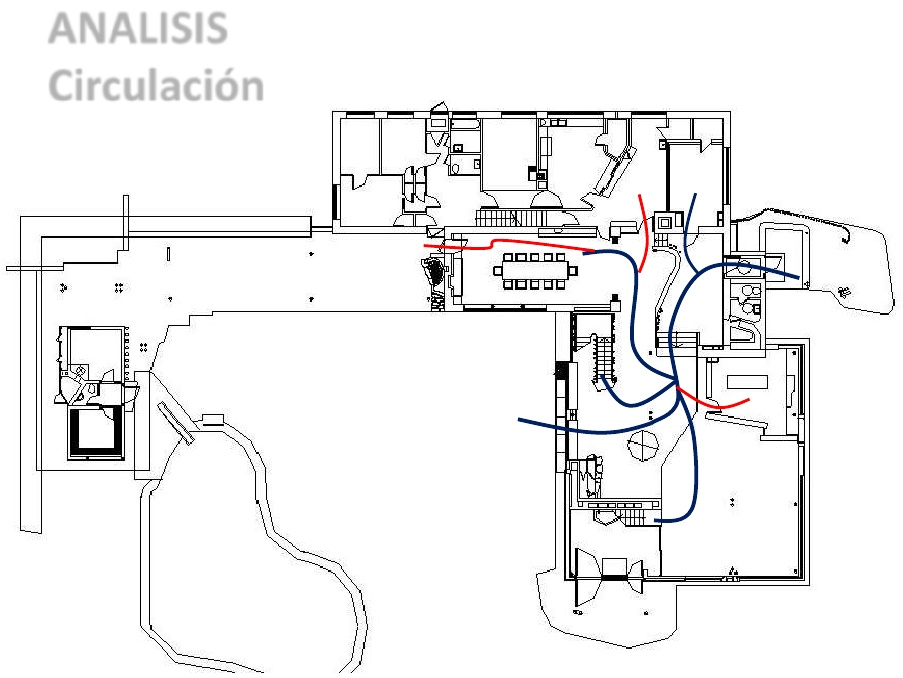
Esquema de Espacios Interiores

La riqueza espacial de la villa no surge de la complejidad de la sección como venía sucediendo dentro de la arquitectura moderna, sino que deriva del cuidadoso diseño de la planta y donde la escalera juega un rol central. Esta se compone de dos tramos dividida en su tronco por una meseta rodeada por listones de pino trabajado. Está anclada sobre paredes de hormigón, uno central y dos a cada extremo. La rodea una barandilla que recorre desde el principio hasta el final y termina en curva.

### Primer Nivel

#### Exterior

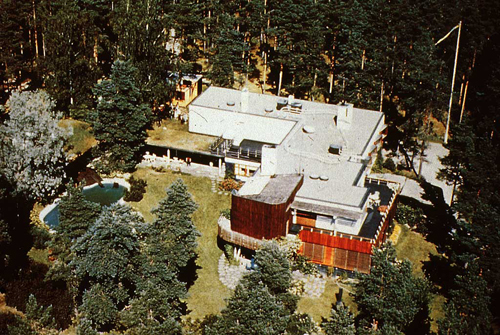
Vista Aérea

El patio queda acotado por la forma de la planta y a su vez abierto por su emplazamiento en el bosque, siendo un elemento integrador hacia el espacio natural. En el corazón de este espacio se ubica la piscina, marcando un límite virtual con lado oeste del terreno, la cual con su forma orgánica representa los lagos finlandeses; mientras que al otro lado se encuentra un hall creado por la cubierta vegetal y el muro de servicios prolongado hacia el exterior. Por último encontramos el sauna, el cual está dispuesto para funcionar como límite con el lado norte.

#### Interior

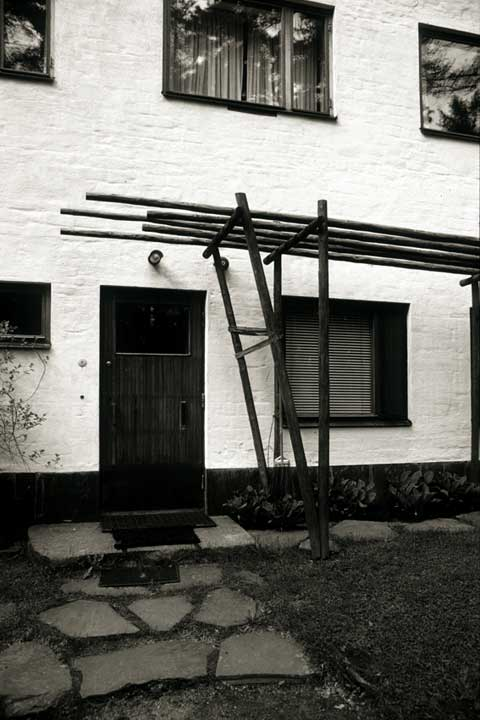
Exterior

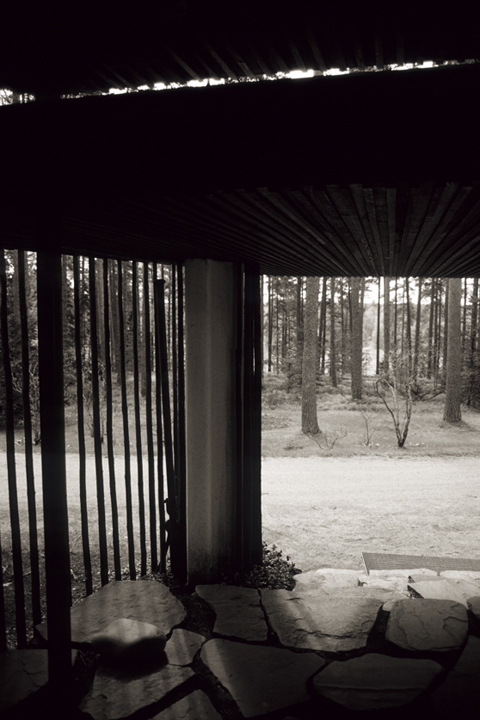
Espacio intermedio

El acceso principal está compuesto por una marquesina que recibe y protege, además de marcar una transición de lo natural a lo artificial. A continuación, un vestíbulo conduce al comedor el cual está contiguo a la Sala de reunión junto a la biblioteca, separadas por tabiques, que no solo dividen los espacios sino que además albergan toda la colección de arte de Maire. La sala de reunión además funciona como sala de exposiciones, lo que permite a los propietarios convivir con el arte de manera fluida. A la salida de estas salas se ubica una escalera rodeada por columnas que lleva al segundo piso. En la cola de la planta se ubica la oficina principal (la cual da al acceso principal) , la cocina y por último los servicios y la logia.
Si bien es un recorrido jerarquizado, el espacio es fluido debido a la disposición de las columnas, puestas de forma aleatoria siguiendo la idea de bosque.

### Segundo Nivel

#### Exterior
En el nivel superior se producen una serie de terrazas y voladizos, los cuales se disponen desde el taller de pintura hasta el dormitorio principal, y fuera de uno de los dormitorios de invitado.

#### Interior
Está formado por un vestíbulo donde desembarca la escalera principal y de ahí se pasa a un segundo vestíbulo que funciona como sala de juegos de niños. Estos espacios articulan los dormitorios. El del matrimonio está separado por un baño de los dormitorios de los niños, los cuales poseen ventanas que dan hacia el acceso de la casa. Frente a estos, se encuentran ubicados los dos dormitorios de invitados, que dan hacia la terraza. Al otro extremo del nivel, se encuentra el taller de Maire Gullichsen el cual está comunicado directamente con el jardín de invierno del nivel inferior por medio de una sencilla escalera. Este taller de pintura tiene una fuerte relevancia en la composición exterior de la villa Mairea.

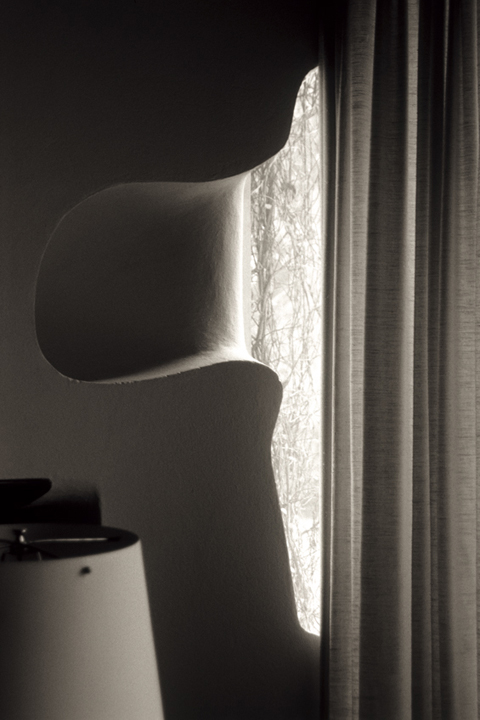
Detalle

## Tecnología
La casa está realizada con una estructura de piezas de acero y piezas de ladrillo huecos. Los pilares dobles y triples, imitan la arboleda del bosque circundante, que ejerce de paramento ante la permeabilidad visual de las amplias cristaleras. Las columnas de líneas elegantes sostienen las vigas de hormigón los cuales sostienen los techos. Estos son de losa aligerada de albañilería y concreto. 
El proyecto de la villa resulta especialmente atractivo por el ecléctico uso de los materiales. Algunos autores señalan la influencia de las técnicas pictóricas imperantes en la época como el collage, y sobre todo la influencia de artistas más cercanos al cubismo  a la hora de “componer” los alzados de la casa. Todo ello se puede apreciar por la cantidad de colores, formas y texturas que componen las fachadas de la casa. En ellas se van superponiendo tanto planos blancos, zócalos de piedra como otros de cerámica azul, así como recubrimientos de madera y piedra. En el interior de la casa la sucesión de materiales es innumerable; lajas de piedra, tarima, azulejos, ladrillo, acero, hormigón, postes de madera, paredes encaladas, suelos de gres, pilares lacados, paredes con paneles de madera e incluso paredes revestidas de telas como en el invernadero. Estas influencias dan como resultado una paleta de materiales bastante amplia y de contrastes. También hay críticos que han querido ver cierta cercanía al arte povera, sobre todo en la zona de la sauna, donde su carácter es más tradicional. Se puede admitir cierta influencia de la arquitectura japonesa, donde materiales como la piedra y la madera, son ubicados de manera clara y sencilla. Se justifica de una manera clara por un respeto hacia la tradición del país, cuya principal materia en esta época era la madera.
La experimentación con la madera es fundamental dado que los clientes son empresarios madereros. La madera se trata de diferentes maneras para conseguir distintos efectos, como por ejemplo el taller de pintura donde los listones de madera se separan entre ellos creando fuertes líneas de sombra, remarcando todavía más el carácter de hito que alcanza esta parte de la casa dentro de su conjunto. En varias paredes de la casa, se usa el ladrillo encalado en clara referencia a las culturas mediterráneas, contrastando con la madera de los techos, combinación que le da una calidez especial. El techo de madera cumple dos funciones; por un lado daba unidad al conjunto desde el punto de vista espacial y por otro dotaba a la casa de un plenum que permite introducir aire fresco del exterior y ventilar el espacio sin necesidad de abrir las ventanas. En la villa nos encontramos dos tipos de revestimientos de madera, por un lado tenemos listones de madera de teca en la parte superior de las ventanas del salón que hace de antepecho de la ventana y por otra listones de madera de pino rojo en la parte del estudio-taller.
Con madera se revisten los techos y los cerramientos exteriores, armonizando así con el paisaje, además de permitir que la vegetación se ‘filtre‘en la composición de las fachadas. La transición entre interior y exterior se realza con la graduación en el pavimento de exterior a interior pasando de piedra a barro, a cerámica y finalmente a madera.